# 2001年12月30日月食
2001年12月30日月食为一次在协调世界时2001年12月30日出現的半影月食。該次月食半影食分為0.919、全影食分為-0.110。

## 概述
這次月食的食分是6.64。

## 基本參數
- 類型：半影月食
- 食甚資料：
  - 日期：2001年12月30日
  - 時間：10:29
  - 月球位置：赤經6.64度、赤緯24.2度
  - 食分：半影食分：0.919、全影食分：-0.110

## 外部連結
- NASA月食專頁（页面存档备份，存于）（英文）